# Ihor Łeonow (ur. 1989)
Ihor Stepanowycz Łeonow, ukr. Ігор Степанович Леонов (ur. 28 marca 1989 w Odessie) – ukraiński piłkarz, grający na pozycji napastnika lub pomocnika.

## Kariera piłkarska

### Kariera klubowa
Wychowanek klubu Czornomoreć Odessa, barwy którego bronił w juniorskich mistrzostwach Ukrainy (DJuFL). W 2007 rozpoczął karierę piłkarską w drużynie rezerw Zorii Ługańsk. W 2008 przeszedł do Heliosa Charków. Potem wyjechał do Mołdawii, gdzie bronił barw Nistru Otaci, w którym występował przez 3 sezony. W rundzie wiosennej sezonu 2009/10 został wypożyczony do klubu Feniks-Illiczoweć Kalinine. W sierpniu 2011 przeszedł do białoruskiej Biełszyny Bobrujsk.

### Kariera reprezentacyjna
W 2005 debiutował w juniorskiej reprezentacji U-16.